# Château-Thébaud
Château-Thébaud település Franciaországban, Loire-Atlantique megyében. Lakosainak száma 3138 fő (2022. január 1.). Château-Thébaud Aigrefeuille-sur-Maine, Le Bignon, Maisdon-sur-Sèvre, Montbert, Saint-Fiacre-sur-Maine és Vertou községekkel határos.

## Népesség
A település népességének változása:
| Lakosok száma | 1377 | 2144 | 2357 | 2731 | 2934 | 2983 | 3026 | 3164 | 3157 | 3138 |
|               | 1968 | 1982 | 1990 | 2006 | 2013 | 2015 | 2017 | 2019 | 2020 | 2022 |